# Gump & Co.
Gump & Co. (ou Forrest Gump and Co.) é um romance cômico-dramático escrito por Winston Groom e publicado em 1995 pela editora Pocket Books. É uma sequência do livro Forrest Gump de 1986 e do filme homônimo de 1994, estrelado por Tom Hanks, vencedor do Oscar. O livro conta sobre a vida de Forrest, ao longo dos anos 1980, após os eventos do filme.

## Enredo
O romance é narrado na primeira pessoa por Forrest Gump e contém erros gramaticais e de linguagem propositais para caraterizar o personagem. Para a sequência, o personagem foi mudado, agora não possui mas a síndrome de Savant e é mais similar ao personagem de Tom Hanks.
Após a morte de sua esposa Jenny e o fracasso que teve com sua empresa de camarão Bubba Gump, Forrest busca uma maneira de melhorar sua vida com seu filho. Como no primeiro livro, Gump presencia vários momentos históricos, na sequência, ele conhece o próprio Tom Hanks, assiste a cerimonia do Oscar, presencia a queda do muro de Berlim e muitos outros.

## Recepção
O radialista Larry King disse que "foi o romance mais engraçado que ele já leu". A publicadora Simon & Schuster, citou várias reviews positivas, incluindo a de Patricia Holt, do San Francisco Chronicle, que chamou o livro de "incrível". A review negativa do The New York Times, disse que o humor do livro é cansativo e banal.

## Possíveis projetos de filme
Uma possível sequência foi especulada várias vezes, devido ao sucesso do primeiro livro e filme. Em 2001, Eric Roth supostamente havia começado a escrever o roteiro, mas o filme nunca foi continuado após ser adiado devido aos ataques de 11 de setembro.

Em 2007, Paramount supostamente tentou recomeçar o projeto, mas nada aconteceu.